# Papa's Baby
Papa's Baby è un cortometraggio muto del 1913 diretto e interpretato da Dell Henderson.

## Produzione
Il film fu prodotto dalla Biograph Company.

## Distribuzione
Distribuito dalla General Film Company, il film - un cortometraggio di 107,6 metri - uscì nelle sale cinematografiche USA il 14 agosto 1913. Nelle proiezioni, veniva programmato con il sistema dello split reel, accorpato in un'unica bobina con un altro cortometraggio prodotto dalla Biograph, la commedia Come Seben, Leben.
Non si conoscono copie ancora esistenti della pellicola che viene considerata presumibilmente perduta.